# It Would Be So Nice
«It Would Be So Nice» (с англ. — «Это было бы так приятно») — четвёртый (в UK) сингл британской группы Pink Floyd. На второй стороне сингла — композиция «Julia Dream».

## О композиции
«It Would Be So Nice» была написана Ричардом Райтом и издана 12 апреля 1968, это первая композиция, записанная группой Pink Floyd в новом составе — после замены Сида Барретта Дэвидом Гилмором. Позднее Роджер Уотерс и Ник Мейсон весьма негативно оценили эту песню. Тем не менее «It Would Be So Nice» появилась на сборниках The Best of the Pink Floyd (1970) и Masters of Rock (1974).

## Участники записи
- Ричард Райт — клавишные, фарфиса орган, меллотрон, блокфлейта[источник не указан 3877 дней], вокал;
- Дэвид Гилмор — ритм-гитара, акустическая гитара, вокал;
- Роджер Уотерс — бас-гитара, бэк-вокал;
- Ник Мейсон — ударные.